# Microtropis osmanthoides
Microtropis osmanthoides är en benvedsväxtart som först beskrevs av Hand.-mazz., och fick sitt nu gällande namn av Hand.-mazz. Microtropis osmanthoides ingår i släktet Microtropis och familjen Celastraceae. Inga underarter finns listade.